# Panotrogus batillinus
Panotrogus batillinus är en skalbaggsart som beskrevs av Bates 1891. Panotrogus batillinus ingår i släktet Panotrogus och familjen Melolonthidae. Inga underarter finns listade i Catalogue of Life.